# Битка код Ореја
Битка код Ореја (енгл. Battle of Auray, фр. Bataille d'Auray) водила се 29. септембра 1364. године и била је једна од највећих битака стогодишњег рата.

## Позадина
Повод за битку била је борба око наслеђа војводства Бретање, између Жана IV Храброг, кога су подржавали Енглези, и Шарла од Блоа, коме је помагао Бертран Ди Геклен. Бици је предходила енглеска опсада Ореја 1364. године, под командом бретањског војводе Жана IV Храброг. Пошто је енглеска флота блокирала долазак хране у град, владар града је склопио мировни уговор и предао град, изузев тврђаве. Дана 27. септембра ка граду је кренуо француски заповедник Шарл I Бретањски, који се налазио у близини града. Његове чете су 28. септембра дошле на леву обалу оближње реке и заузеле позицију испред замка. Жан се уплашио и прешао на десну обалу. Шарл је покушао да преговара, али после неуспеха крануо је за енглеском војском и прешавши реку дошао је на мочварно подручје северно од замка, крећући се право ка замку, у коме су Енглези пред градском капијом заузели положај.

## Битка
Борба је почела окршајем енглеских стрелаца и француских самострелаца. Онда су Французи неко време почели жестоко да надвладавају Енглезе. Моћни племић Џон Чандос се у најодлучнијем часу битке придружио Енглезима. После страшног покоља Енглеза у бици, и тешких губитака, француско десно крло је опколило део енглеске војске, ово су искористили остаци енглеске војске и као вихор напали лево француско крило. Сам Шарл је рањен копљем, а онда и заробљен. Француска победа се зачас претворила у пораз.

## Последице
Шарл од Блоа је погинуо, а Ди Геклен је заробљен. На обе стране погинуло је око 900 људи.Та битка означила је крај рата за бретоњско наслеђе, који је трајао 23 године, због убедљиве победе Енглеза. Она је утицала на француског и енглеског краља, тако да је 1365. године дошло до мира.